# 千旦通
千旦通（せんたんどおり）は兵庫県神戸市灘区の町名の一つで、同区中央部、旧・河原字上波婦・高縄手・目端・衣袋・千旦ノ木・溝端から成立した。
郵便番号：657-0056。

## 地理
北は神ノ木通、北から西にかけて六甲町、南は上河原通、西は都賀川を挟み南部が泉通で北部が大内通。東から順に一～四丁目がある。

## 由来
旧字千旦ノ木に由来する。
千旦の木の由来について、『神戸の町名』では千駄焚き（雨乞いの儀式の一種）の場所があったのだろうとしており、東京の千駄木や千駄ヶ谷もこれに由来するという。また栴檀（センダン；ビャクダンの別名）の木があったのではという人もいるという。
『灘区の町名』では、千駄焚きの他、栴檀の説を引いて、若林泰の「センダン参りのことから地名になったのではないか。センダンの井戸というのもあったと聞いている」という意見を紹介し、センダンの井戸があったとすればセンダンを植物とすることは妥当でないとしている。また、柳田國男の研究家・宮崎修二朗曰く「センダダン（壇）がつづまったのでは…」ともしている。

## 人口統計
令和2年国勢調査（2020年10月1日）での世帯数378、人口680、うち男性336人、女性344人
。